# Европска народна странка
Европска народна странка (ЕПП) је европска политичка странка. Њене чланове углавном чине странке које прате идеологију хришћанске демократије, либералног конзервативизма, као и конзервативизма. Основале су је демохришћанске странке 1976. године. Од 31. маја 2022. председник странке је Манфред Вебер.

## Историја
ЕПП основана је 8. јула 1976. у Луксембургу. Седиште организације је у Бриселу. 
Европска народна партија има 71 чланица из 38 земаља. Пуноправне чланице су демохришћанске и конзервативне странке из земаља Европске уније, а придружене су из Швајцарске, Норвешке и Србије, поред њих постоје и странке са положајем посматрача из целе Европе. 

## ЕПП у Европском парламенту
У Европском парламенту ЕПП је створила Групу Европске народне партије, која има 274 посланика и тренутно је највећа.

## Присутност у европским институцијама
| Организација   | Институција        | Број места |
| -------------- | ------------------ | ---------- |
| Европска унија | Европска комисија  | 14 / 28    |
| Европска унија | Европски савет     | 12 / 28    |
| Европска унија | Европски парламент | 219 / 751  |
| Европска унија | Комитет регија     | 125 / 344  |
|                |                    |            |
| Савет Европе   | Скупштина СЕ       | 191 / 642  |

## Главне чланице
Међу најважнијим пуноправним чланицама јесу:
- Хришћанско-демократска унија Немачке (ЦДУ), Немачка
- Народ слободе (ПдЛ), Италија
- Унија за народни покрет (УМП), Француска
- Народна партија (ПП), Шпанија
- Модерати, Шведска
- Хришћанско-социјална унија Баварске (ЦСУ), Немачка
- Фидес — Мађарска грађанска унија, Мађарска
- Аустријска народна странка, Аустрија

Међу члановима ЕПП-а из Србије је и Савез војвођанских Мађара, као и Српска напредна странка која је чланица посланичке групе ЕПП-а у Скупштини СЕ.